# Apalis goslingi
Apalis goslingi е вид птица от семейство Cisticolidae.

## Разпространение
Видът е разпространен в Ангола, Камерун, Централноафриканската република, Демократична република Конго, Република Конго и Габон.